# 5 Lekka Brygada Pancerna (ZSRR)
5 Lekka Brygada Pancerna, znana jako: 5 Brygada Czołgów Lekkich, 5 Brygada Pancerna – jedna z brygad radzieckich wojsk pancernych, m.in. okresu II wojny światowej.
Wchodziła w skład 25 Korpusu Pancernego Kamienieckiej Grupy Armii w Kijowskim Specjalnym Okręgu Wojskowym, a po jego przemianowaniu we wrześniu 1939 we Froncie Ukraińskim.
W czasie agresji ZSRR na Polskę żołnierze brygady mieli na wyposażeniu głównie czołgi BT.

## Działania bojowe
Według meldunku dowódcy 25 KPanc gen. I.O. Jarkina, 18 września 5 BPanc po krótkiej walce
zdobyła Buczacz, w którym zdobyła między innymi 8 samolotów. Jej batalion rozpoznawczy podczas przeprawy przez Strypę zaatakowany został przez polskie samoloty; pod Dobropolem br 
atakował kolumnę wojsk polskich i rozbił ją; wziął przy tym do niewoli około 2300 jeńców.
Następnego dnia o świcie brygada zdobyła Halicz oraz uchwyciły przeprawy przez Dniestr.

## Struktura organizacyjna
W 1939
- 68 batalion czołgów
- 70 batalion czołgów
- 72 batalion czołgów
- 74 batalion czołgów
- 217 batalion rozpoznawczy
- 258 batalion remontowy
- 311 batalion transportowy

## Dowódcy brygady
- płk Michaił Katukow (był w 1939)[4]